# 스타십
스타십(starship)은 항성 간 이동을 할 수 있도록 설계된 가상의 우주선이다.
스타십은 공상 과학 소설에서 자주 등장한다. 2020년 현재 스페이스X는 스타십이라는 성간 우주선을 설계하고 있다. 스타십이 처음 등장하는 작품은 1882년 공상 과학 책인 Oahspe : A New Bible에 나온다.
NASA의 보이저 탐사선과 파이어니어 탐사선이 지역 성간 공간으로 이동했지만, 이 우주선의 임무 범위는 행성 간이며 다른 항성계로 임무를 수행하는 것은 아니다. (다만 보이저 1호 탐사선이 글리제 436에 1.7 광년 이내에 도착할 것으로 예상된다.).
2018년 11월 스페이스X CEO 일론 머스크는 스페이스X가 완전히 재사용 가능한 발사체 및 우주선 시스템의 2단계 엔진 및 우주선 이름을 스타십으로 변경한다고 발표했다.

## 연구

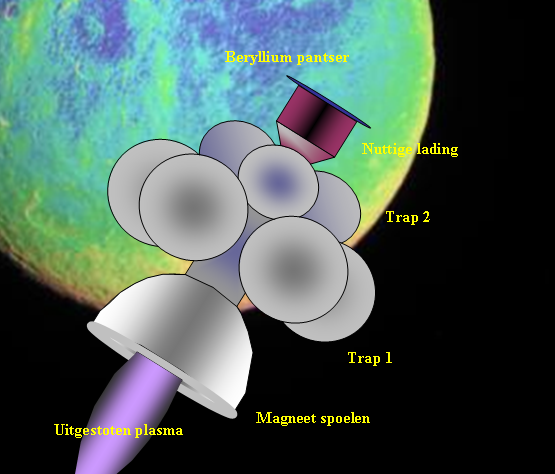
영국 행성 간 학회 (British Interplanetary Society)의 프로젝트 Daedalus (1978)에 대한 작가의 개념, 융합 동력 성간 탐사선

로켓 기술을 이용해 성간 여행을 하는 우주선을 만드려면 엄청난 양의 에너지와 기술력이 필요하다. 이 에너지는 핵융합 발전과 반물질로 공급될 수 있다.
우주선을 만드는 문제를 조사하는 과학적 연구는 거의 없다. 이에 대한 몇 가지 예는 다음과 같다.
- Project Orion (1958–1965), 대부분 유인 행성 간 우주선
- Project Daedalus (1973–1978), 무인 성간 탐사선
- Project Longshot (1987–1988), 무인 성간 탐사선
- 프로젝트 이카루스 (2009–2014), 무인 성간 탐사선
- 백년 우주선 (2011), 유인 성간 우주선

## 이론적 유형
SF에서 등장하는 스타십은 초광속 추진 시스템 (예: 워프 드라이브 )을 배치하거나 초공간을 통과하는 방식으로 추진한다.
- 인체냉동보존 기술을 사용하는 슬리퍼.
- 빛보다 빠르며, 매우 빠르게 장소 사이를 이동할 수 있는 우주선. (워프 드라이브 또는 웜홀 사용).